# 沩山乡

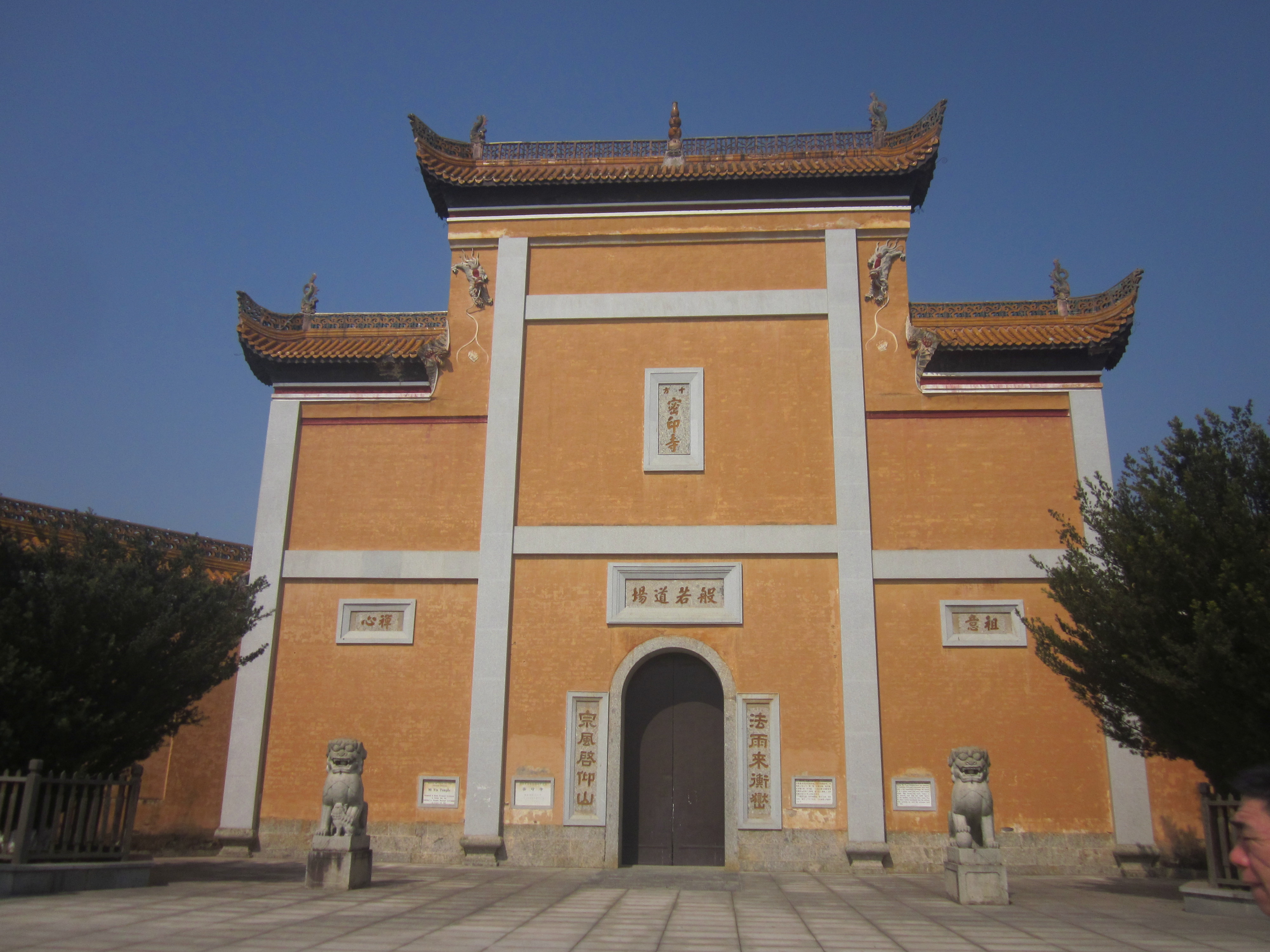
密印寺山门。

沩山乡是中国湖南省宁乡市下辖乡，因辖境处沩山而得名。沩山乡位于宁乡市、安化县与桃江县三县市交汇处，处宁乡市西部边缘。地缘上，沩山乡辖域东北部与黄材镇接壤，南与巷子口镇毗邻，西北部与安化县大福镇、桃江县松木塘镇相连。辖域面积42.8平方公里，人口1.4万人（2000年人口普查14,532人，其中原沩山乡9,945人，原祖塔乡4,587人）。

## 历史
现沩山乡辖域包括原沩山乡及2005年撤销“祖塔乡”并入的范围。
2017年夏季，长时间的暴雨之后，祖塔村发生山体滑坡导致多人死亡。

## 区划
下辖10个行政村，分别为沩山社区、同庆村、祖塔村、沩峰村和沩水源村。

## 地理
沩山为山区乡镇，位于沩水上游，境内有有多条沩水支流汇入黄材水库。
小龙潭水库是当地的一个水库。

## 经济
沩山毛尖是闻名全国的茶叶。沩山擂茶是另一种知名的茶。沩山乡的豆腐和鱼也是知名美食。

## 交通
黄沩线从东往西从黄材镇到沩山乡。
县道X107南北方从巷子口镇到沩山乡，在大坪村和安化县的县道X036和五民线交叉。

## 旅游景点
沩山乡拥有众多历史文化遗迹与旅游资源，有密印寺、千佛洞、青龙庵，沩山漂流也是休闲的极好选择。